# Léon Richet

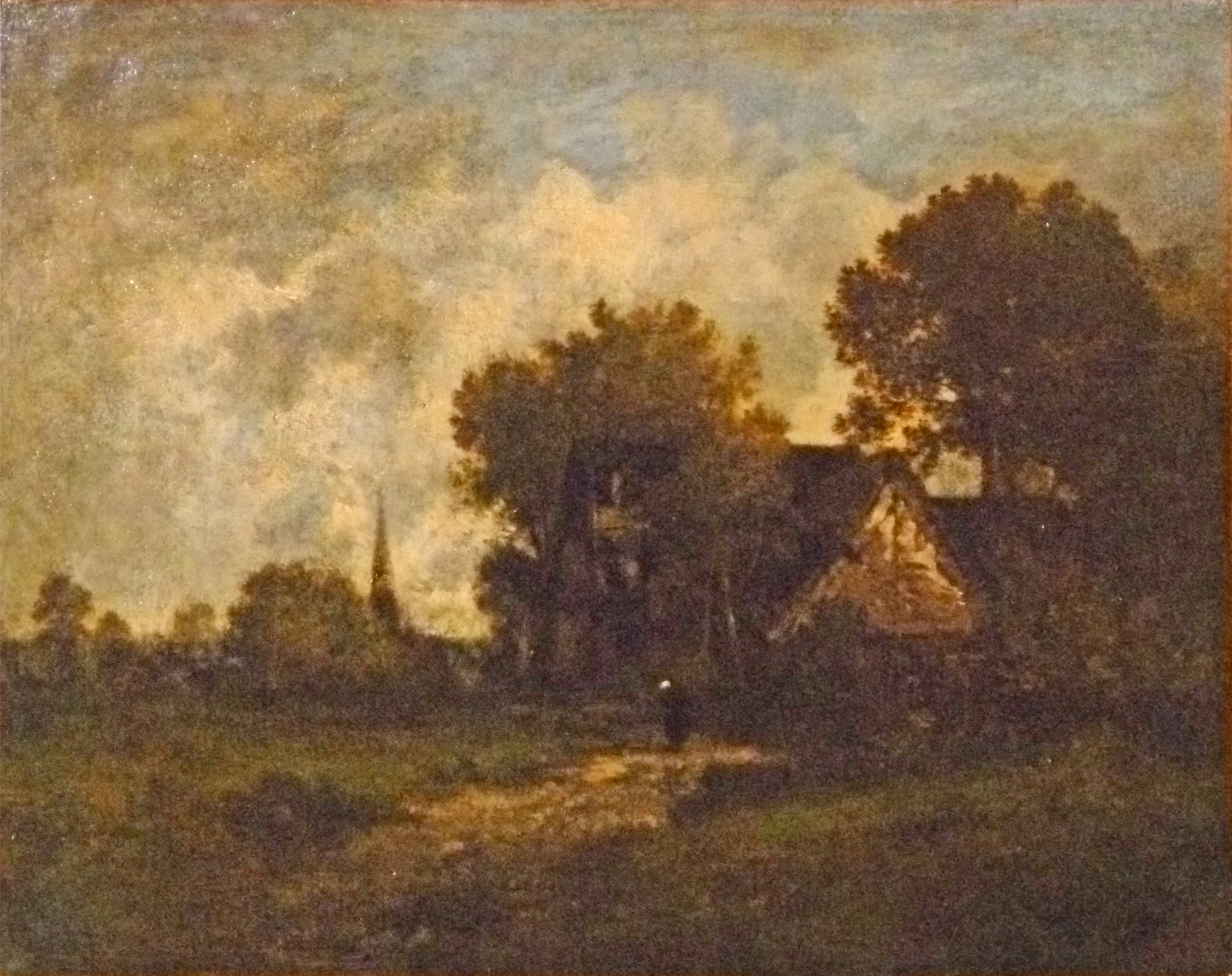
Landschap met hoevetje (privébezit)

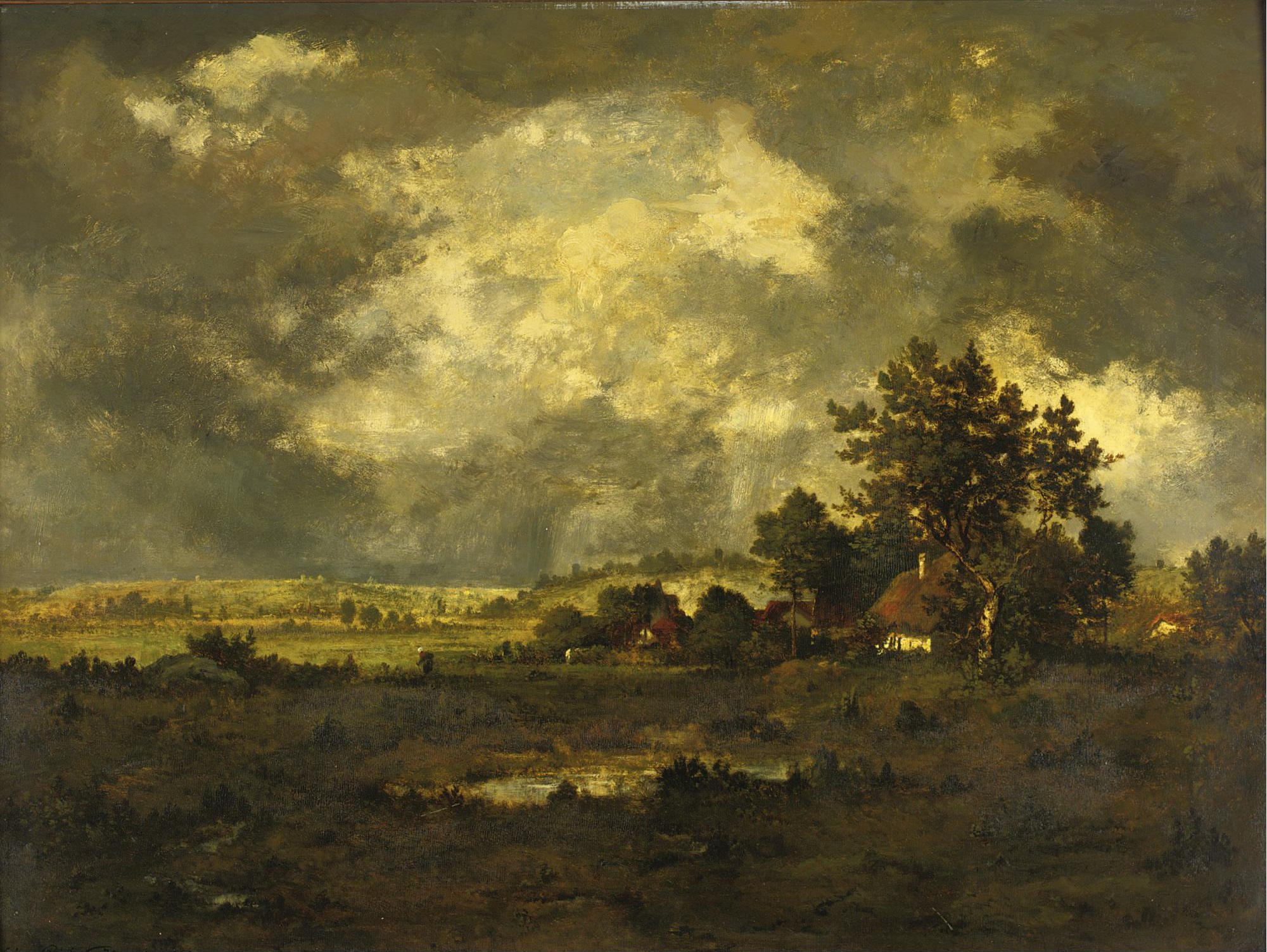
Omgeving van Fontainebleau

Léon Richet (Solesmes, 15 april 1843 - Fontainebleau, 28 maart 1907) was een Franse landschapsschilder die gerekend wordt tot de latere exponenten van de School van Barbizon.
Hij werd geboren in het gezin van Jean Baptiste Joseph Richet en Sophie Elisa Milon. Zijn vader was de plaatselijke molenaar in de "Moulin Cardon", nog steeds een begrip in Solesmes.
Hij volgde eerst teken- en schilderlessen in de "Ecoles Académiques" in Valenciennes bij Ambroise Détrez (een leerling van de neo-klassieke schilder Léon Cogniet). Richet werd in 1879 benoemd als leraar aan het lyceum van Valenciennes.
Voor zijn verdere opleiding begaf Richet zich naar Parijs eerst bij Teinturier, een schilder uit Valenciennes. Hierna werd hij aan de Académie Julian leerling van de portretschilder Jules Lefebvre en de historieschilder Gustave Boulenger. Maar hij ging ook samenwerken met de bekende Barbizonschilder Narcisse Díaz de la Peña, die een grote invloed op hem zou uitoefenen. Er bestaan overigens schilderijen waarop beider handtekening voorkomt. Richet legde zich dan toe op het schilderen in openlucht in de streek rond Fontainebleau, Barbizon en Veneux-les-Sablons (waar er nu een straat naar hem genoemd is). Hij volgde hierbij de stijl van de la Peña, vooral in de gedetailleerde weergave van lichtreflecties in het water en de inwerking van zonnelicht op wolken. Hij wilde in zijn schilderijen de ongerepte natuur vastleggen en toonde hierbij zijn passie voor het licht, zoals die ook enkele jaren later de impressionisten zou bekoren.
Hij reisde veel en legde landschappen vast in Auvergne, Picardië, en zeezichten in Tréport. Hij reisde eveneens naar België, waar toen gelijkgezinde schilders uit de School van Tervuren aan het werk waren.
Hij exposeerde op het Salon van Parijs reeds in 1869. Hij bekwam er in 1885 een eervolle vermelding, in 1898 een medaille derde klasse en in 1900 een medaille tweede klasse. Vanaf dan werd hij, als lid van de Société des Artistes Français, vrijgesteld van jurering voor de wedstrijd van het Salon. Hij nam ook deel aan de wereldtentoonstelling van Parijs in 1900. Hij bleef deelnemen aan tentoonstellingen tot 1906. Hij werd ook voorgedragen voor een officierskruis in Legioen van Eer.

## Musea
Naast veel werken nog in privébezit, bevinden er zich schilderijen in Franse musea in Parijs (Musée d’Orsay), Nice, Reims, Rennes en in het buitenland: Boston en San Francisco (VSA), Leeds (Groot-Brittannië) en Montreal (Canada).
- Gemeinsame Normdatei: 1051005663
- International Standard Name Identifier: 0000 0000 6709 2684
- Nationale Bibliotheek van Tsjechië: jo2003184020
- RKD-Nederlands Instituut voor Kunstgeschiedenis: 66659
- Union List of Artist Names: 500012522
- Virtual International Authority File: 84150708
- WorldCat: E39PBJgtbmT3K3RWWGypTQbjmd